# Hooverphonic
Hooverphonic (рус. Хуверфоник; англ. досл. «Пылесософония»: Hoover — пылесос, phonic — звуковой, акустический) — бельгийская поп- и рок-группа, образовавшаяся во Фландрии в 1995 году. Музыку этой группы относили к жанру трип-хоп в начале их деятельности, однако довольно быстро группа стала играть в разных жанрах. Изначально группа называлась Hoover (Хувер). Изменение названия на Hooverphonic было обусловлено недовольством известной фирмы, производящей пылесосы.
В настоящее время творчество группы часто причисляют к жанру лаунж.
Группа представляла Бельгию на конкурсе песни «Евровидение-2021». Первоначально они должны были представлять свою страну на отменённом впоследствии «Евровидении-2020» с песней «Release Me» .

## Состав группы
Первоначальный состав группы включал вокалистку Лисье Садониус (Liesje Sadonius), клавишника Франка Дюшана (Frank Duchene), басиста Алекса Каллье (Alex Callier) и гитариста Раймонда Гертса (Raymond Geerts).
Группа была образована в середине 90-х. Коллектив назвали «Hoover». По признанию Раймонда, идея возникла после того, как один из их друзей сказал, что их музыка затягивает, как пылесос. Изначально вокалистом группы предполагался Франк Дюшан. Лисье Садониус на момент исполнения функции вокалистки в группе была студенткой Академии Драматического Искусства.
Первый сингл «2Wicky» по счастливой случайности стал заглавной темой саундтрека к фильму Бернардо Бертолуччи «Ускользающая красота» (1996). Позже песня звучала в таких фильмах, как «Я знаю, что вы сделали прошлым летом» (1997) и «Высоты» (2004). Первый альбом A New Stereophonic Sound Spectacular, включающий в себя 11 композиций, вышел в 1996 году. Также в формате сингла вышла композиция «Inhaler» (звучала в сериале «CSI»).
Музыканты отправились в тур по Америке и Европе. Позже группа переименовывается в Hooverphonic и её покидает первая вокалистка, не желая изнурять себя обязательствами участия в различных шоу и турне (хотя Садониус всё же провела с группой 3 месяца в турне).
В марте 1997 г. в качестве вокалистки в группу приходит 17-летняя Гейке Арнаэрт (Geike Arnaert), а когда она достигает совершеннолетия, с ней подписывают контракт.
Уже в следующем 1998 году выходит второй альбом Blue Wonder Power Milk. Синглами к альбому вышли композиции «Eden» и «Club Montepulciano», вокальные партии в котором исполнила Лисье. Вокал был записан в Бельгии, для записи струнных инструментов был выбран город Мол, остальные партии были записаны в Нью-Йорке , результат микшировался в Париже, а мастеринг проводился в Портленде. Все песни на этом альбоме (и на последующих) в основном написаны Алексом, а сопродюсером, звукорежиссёром и программистом этой пластинки стал Марк Плати (Mark Plati), приложивший когда-то руку к альбому Earthling Дэвида Боуи. После выхода этого альбома группу покинул Франк Дюшан.
В 2000 году вышел третий студийный альбом под названием The Magnificent Tree. Изначально его планировали назвать The President of the LSD Golf Club, но SonyBMG (лейбл Hooverphonic) запретили это сделать. С этой пластинкой Hooverphonic упрочили своё положение на музыкальной арене, в очередной раз доказав оригинальность собственного музыкального выражения. Синглы «Mad About You», «Jackie Cane», «Vinegar and Salt» и «Out of Sight» до сих пор являются самыми известными песнями трио. Оркестровки к альбому делал давний помощник группы, дирижёр Мэт Данкли (Matt Dunkley), принимавший участие в записи саундтрека «Мулен Руж!» Базза Лурманна.
В том же году группу попросили написать песню  для церемонии открытия чемпионата Европы по футболу 2000 года, который проходил в Брюсселе. Результатом стала 11-минутная композиция «Visions», с которой группа выступила на открытии чемпионата.
Вышедший в 2002 году концептуальный альбом Presents Jackie Cane (не путать с песней) вывел группу на новый уровень. С момента ухода Франка, Алекс стал целиком и полностью главным идейным вдохновителем Hooverphonic. Он создал историю о двух сёстрах-близнецах: одна — джазовая певица, другая — превосходная домохозяйка, и их взаимоотношениях.
Результатом желания «оживить» звучание стал оркестровый альбом Sit Down and Listen to Hooverphonic (2003 г.), полностью сыгранный и записанный вживую одновременно всеми участвовавшими музыкантами, как репетиционный вариант для выступлений. В альбом вошли синглы из предыдущих записей в полу-акустической и оркестровой обработке.
В 2005-м году вышел поддерживающий новоиспечённую концепцию группы на этот раз уже двойной альбом No More Sweet Music/More Sweet Music, который был  записан на собственном лейбле группы под названием «Hoovermusic», а затем с двухлетним интервалом, после окончательного ухода Hooverphonic с лейбла SonyBMG, вышел альбом The President of LSD Golf Club, отличающийся прежде нехарактерным для группы роковым звучанием.
В конце 2008 года Гейке Арнаэрт покинула группу, чтобы заняться сольной карьерой. Последний концерт Hooverphonic с данной вокалисткой состоялся в Екатеринбурге в Tele-Club 13 декабря 2008 года.
Велись поиски новой солистки или солиста. 29 октября 2010 года выпущен сингл «The Night Before», вокальную партию для которого, (а также все треки для нового альбома с одноимённым названием), записала 22-летняя Ноэми Вулфс (Noémie Wolfs), ставшая новой солисткой Hooverphonic. Альбом The Night Before был выпущен 26 ноября 2010 года, а уже 19 декабря ему был присвоен платиновый статус в Бельгии.
В 2013 году вышел альбом Reflection, сняты три видеоклипа на песни с этого альбома. В марте 2015 года солистка Ноэми Вулфс покинула группу.
В ноябре 2015 г. вышел сингл «Badaboum» и видеоклип на него. Альбом Hooverphonic In Wonderland вышел 18 марта 2016 года. На диске представлено шесть разных голосов, в том числе три мужских, а группа вернулась к своему прежнему «струнному» звучанию.
16 ноября 2018 года вышел альбом «Looking For Stars» , записанный с молодой вокалисткой, 17-летней Лукой Крёйсбергс (Luka Cruysberghs), победившей в бельгийском телевизионном конкурсе «The Voice», чьим наставником был Алекс Каллье.
1 октября 2019 года было объявлено, что Hooverphonic представят Бельгию на конкурсе песни «Евровидение-2020», который должен был пройти в Роттердаме, с песней «Release Me».
12 марта 2020 года было объявлено, что Hooverphonic представят Бельгию на конкурсе песни «Евровидение-2021», который пройдёт в Роттердаме.
9 ноября 2020 года бывшая солистка группы Гейке Арнаэрт вернулась в состав Hooverphonic, новый сингл «The Wrong Place» с её участием выпущен 4 марта 2021 года. Этот сингл был представлен на конкурсе песни «Евровидение-2021».
18 мая группа выступила в первом полуфинале "Евровидения-2021", где, набрав 117 баллов и заняв девятое место, вошла в десятку лучших и прошла в финал конкурса. В финале Hooverphonic, выступавшие под четвёртым номером, набрали 74 балла (71 балл от жюри и 3 балла от зрителей) и заняли девятнадцатое место.

## Дискография

### Студийные альбомы
- A New Stereophonic Sound Spectacular (1996)
- Blue Wonder Power Milk (1998)
- The Magnificent Tree (2000)
- Hooverphonic Presents Jackie Cane (2002)
- No More Sweet Music / More Sweet Music (2005)
- The President of the LSD Golf Club (2007)
- The Night Before (it) (2010)
- Reflection (2013)
- In Wonderland (2016)
- Looking For Stars (2018)
- Hidden Stories (2021)
- Fake Is The New Dope (2024)

### Концертные альбомы
- Sit Down and Listen to Hooverphonic (2003)
- Hooverphonic with Orchestra Live (2012)

### Компиляционные альбомы
- Singles '96-'06 (2006)
- Hooverphonic with Orchestra (2012)
- The Best of Hooverphonic (2016)

### Мини-альбомы
- Battersea (1998)